# 川井友香子
川井友香子（日语：／ Kawai Yukako，1997年8月27日—），日本女子摔跤运动员。她曾代表日本参加2020年夏季奥林匹克运动会摔跤比赛，获得女子自由式62公斤级金牌。姐姐川井梨紗子同样是摔跤运动员。